# Маргарет Керри
Маргарет Керри (англ. Margaret Kerry, урождённая Пегги Линч (англ. Peggy Lynch), род. 11 мая 1928) — американская актриса и радиоведущая.

## Биография
Её актёрский дебют состоялся в 1935 году в одной из короткометражек комедий «Пострелята». В 1948 году она привлекла внимание комика Эдди Кантора, который взял её на роль своей дочери в комедию «Если бы ты знал Сюзи». В начале 1950-х Керри дебютировала на телевидении, где в последующие годы появилась в ряде телесериалов и шоу, среди которых телевестерн «Одинокий рейнджер» и «Шоу Энди Гриффита».
Известна Маргарет Керри стала тем, что явилась прототипом для создания образа диснеевской феи Динь-Динь из популярного мультфильма 1953 года «Питер Пэн». Также она позировала и для красноволосой русалки из того же мультфильма, которую затем и озвучила. В дальнейшем Керри приняла участие в озвучивании мультсериала «Космические ангелы», а также была ведущей собственного радиошоу. Её последней актёрской работой стала небольшая роль в триллере «Публичный доступ» в 1993 году.